# Pierre Sanfourche-Laporte
Pierre Sanfourche-Laporte (Sarlat-la-Canéda, 1774. március 24. – Belleville, 1856. június 30.) francia jogász és író.
1832 és 1852 között a brüsszeli belga semmítőszéken ügyvédként dolgozott.
1809-ben írt egy művet Le nouveau Valin ("Az új Valin") címmel, amelyet 1681-ben követett az Ordonnance de la Marine.
Pierre Sanfourche-Laporte-t, Hubert Dolez-t, Auguste van Dievoet-t és Auguste Orts-ot a tizenkilencedik század legkiválóbb francia jogászainak tartják.